# Distrito de Ñahuimpuquio
El Distrito peruano de Ñahuimpuquio es uno de los 18 distritos que conforman la Provincia de Tayacaja, ubicada en el Departamento de Huancavelica, Perú.

## Historia
El distrito de Ñahuimpuquio fue creado el 6 de noviembre de 1903, en el gobierno del Presidente Manuel Candamo Iriarte.

## Autoridades

### Municipales
- 2019 - 2022[1]
  - Alcalde: Roberto Luis Enero Mayta, del Partido Democrático Somos Perú.
  - Regidores:

  1. Pablo Efraín Huaman Romero (Partido Democrático Somos Perú)
  2. Julio Mamerto Ninanya Huamán (Partido Democrático Somos Perú)
  3. Luis Pelayo Oroncuy Coronación (Partido Democrático Somos Perú)
  4. Constantina Justina Chahuaya Morales (Partido Democrático Somos Perú)
  5. Rubén Camposano Ramos (Alianza para el Progreso)

- 2015 - 2018
  - Alcalde:
  - Regidores:

## Fiesta Costumbrista

### Machos y ccapachos
Esta fiesta es una de las más celebradas a lo largo del año en honor al nacimiento del niño Jesús, esta fiesta se realiza en los últimos dos días del año y el primer día del año siguiente son tres días de gran festividad celebrando y recibiendo el año nuevo. Sus principales atractivos de la fiesta es el macho y el capacho. Siendo el macho o también llamado negro un representante de la juventud vestido con botas de jebe negras, traje jebe para el agua del mismo color, con una singular máscara,  llevando una macora colorida llena de globos y acompañando al son de la música con sus grandes matracas de madera. Por otro lado el ccapacho conocido como el abuelo representa a la población mayor.